# دان هوغو
دان هوغو (بالإنجليزية: Dan Hugo)‏ هو تريثلت جنوب أفريقي، ولد في 1 يوليو 1985 في ورسستر في المملكة المتحدة.

## وصلات خارجية
- دان هوغو على موقع اتحاد الترياتلون الدولي (الإنجليزية)
- دان هوغو على موقع IAT Triathlon Database (الإنجليزية)